# Vương Mãnh (nhà Trần)
Vương Mãnh (chữ Hán: 王猛, ? – ?) tự Thế Hùng, người Lâm Nghi, Lang Da , tướng lãnh nhà Trần đời Nam Bắc triều trong lịch sử Trung Quốc.

## Thân thế
Mãnh vốn có tên Dũng, là thành viên của sĩ tộc họ Vương quận Lang Da, cháu trực hệ 7 đời của phụ chánh đại thần Vương Bưu Chi nhà Đông Tấn. Phả hệ sĩ tộc họ Vương cho đến Mãnh như sau: Vương Lãm → Vương Chính → Vương Bân → Vương Bưu Chi → Vương Lâm Chi → Vương Nạp Chi (hay Vương Nột Chi) → Vương Hoài Chi (hay Vương Chuẩn Chi) → Vương Hưng Chi (hay Vương Dư Chi) → Vương Tiến Chi → Vương Thanh → Vương Mãnh.
Cha là Tân Dã, Đông Dương 2 quận thái thú, Trung Lư công Vương Thanh. Mãnh lên 5 tuổi, Vương Thanh giúp Đỗ Kham chống lại tướng của Trần Bá Tiên là Trần Thiến (sau này là Trần Văn đế), đánh bại và đuổi nà Thiến. Đồng sự của Vương Thanh là Quảng Châu thứ sử Âu Dương Ngỗi bất ngờ quay ra giết chết ông ta rồi quy hàng Trấn Bá Tiên. Trần Thiến đem quân vượt sông Chiết, tìm bắt và giết cả nhà họ Vương. Mẹ của Mãnh là Vi thị đem ông đi trốn ở Hội Kê nên tránh được vạ.

## Phục vụ nhà Trần

### Thời Tuyên đế
Đến khi trưởng thành, Mãnh học tập siêng năng không mỏi, đọc khắp kinh sử, thạo cả Tôn, Ngô binh pháp. Vì cái chết của cha, Mãnh cho đến trọn đời Trần Văn đế, không nghe âm nhạc, ăn cơm rau mặc áo vải, hành xử như đang giữ tang. Trần Tuyên đế lên ngôi, Mãnh mới bắt đầu xin quan chức. Năm Thái Kiến đầu tiên (569), Mãnh bắt đầu được làm Bà Dương vương phủ Trung binh tham quân, sau 2 lần thăng chức thì được làm đến Vĩnh Dương vương phủ Lục sự tham quân.
Mãnh tính khẳng khái, luôn ưa chuộng công danh. Ban đầu Mãnh dâng sớ trình bày sách lược an định biên thùy và mở rộng bờ cõi, rất được hoàng đế khen ngợi, đến nay triều đình giáng chiếu cho ông theo Đại đô đốc Ngô Minh Triệt giành đất của nhà Bắc Tề; Mãnh nhờ quân công được phong Ứng Dương huyện tử. Mãnh dần được thăng làm Thái tử hữu vệ soái, dời làm Tấn Lăng thái thú. Mãnh ơn uy đều dùng, khiến trộm cướp trốn tránh, nhà buôn đến cõi đều nói: “Để giao cho Vương phủ quân.” Người trong quận ca ngợi Mãnh, so sánh với Triệu Quảng Hán đời Hán.

### Thời Hậu Chủ
Năm Chí Đức đầu tiên (583), Mãnh được trưng làm Tả kiêu kỵ tướng quân, gia Tán kỵ thường vị, rất được tin cậy. Bấy giờ bọn Khổng Phạm, Thi Văn Khánh kết bè với nhau, hãm hại những ai chống đối, bàn bạc muốn đưa Mạnh ra ngoài nhưng chưa có dịp. Gặp lúc Quảng Châu thứ sử Tư Mã Tĩnh không chịu trưng, triều đình bèn trừ Mãnh làm Đô đốc Đông Hành Châu thứ sử, lĩnh chức Thủy Hưng nội sử, cùng Quảng Châu thứ sử Trần Phương Khánh đi bắt Tĩnh. Mãnh đến, lập tức bắt được Tĩnh, giải về Kiến Nghiệp, được tiến tước làm công, gia Quang thắng tướng quân, Bình Việt trung lang tướng, Đại đô đốc; ông phát binh của Quảng, Quế 20 châu, đánh dẹp những vùng xa xôi của Lĩnh Nam, đi đến đâu bình định đến đấy.
Năm Trinh Minh thứ 2 (588), triều đình giáng chiêu thụ Mãnh làm Trấn nam đại tướng quân, Đô đốc 24 châu chư quân sự, ít lâu mệnh cho ông dời sang trấn thủ Quảng Châu. Mãnh chưa đến trấn thì quân Tùy đã vượt Trường Giang; ông bèn đốc toàn quân về cứu viện. Bấy giờ Quảng Châu thứ sử Lâm Nhữ hầu Trần Phương Khánh, Tây Hành Châu thứ sử Hành Dương vương Trần Bá Tín nằm dưới quyền chỉ huy của Mãnh, nhưng đều ngồi nhìn mà không đến. Mãnh sai Cao Châu thứ sử Đái Trí Liệt, Thanh Viễn thái thủ Tăng Hiếu Viễn đều đem khinh binh đi bắt chém họ, rồi phát động quân đội của họ. Đến khi nghe tin Đài thành thất thủ, Mãnh bèn làm lễ cử ai, mặc đồ tang, ngủ chiếu rơm và không ăn cơm, than rằng: “Thân Bao Tư đơn độc thế đấy!” rồi kìm quân men Trường Giang để kháng cự, hòng giữ vững khí tiết. Sau đó Mãnh tra được Trần Hậu Chủ chưa chết, bèn sai bộ tướng Tân Phưởng chạy trạm dịch đến kinh đô Trường An của nhà Tùy xin hàng. Tùy Văn đế rất hài lòng, nói với Phưởng rằng: “Mãnh nhớ mong chủ cũ, chuẩn bị tang sự, tức là bề tôi đáng tin của ta. Giữ vững một phương, không nhọc binh giáp, lại là bề tôi có công của ta đấy.” Ngay hôm ấy Văn đế bái Phưởng làm Khai phủ Nghi đồng tam tư, còn giáng chiếu cho Mãnh cùng Hành quân tổng quản Vi Hoảng nhân đó ở lại kinh lược Lĩnh Biểu.

## Phục vụ nhà Tùy
Mẹ và vợ con của Mãnh trước đây ở lại Kiến Nghiệp, nhân đó theo Trần Hậu Chủ vào Trường An, triều đình giáng chiếu ban nhà cửa cùng đồ vật rất hậu, riêng thưởng cho 1000 tấm lụa, còn sai người đưa tỷ thư úy lạo ông. Mãnh tiếp tục bình định Sơn Việt, cho người chạy trạm dịch trình tấu tình hình. Bấy giờ Tùy Văn đế ghé thăm Hà Đông, gặp sứ giả của Mãnh đến, rất hài lòng. Dương Tố chúc mừng rằng: “Khi xưa Hán Vũ đế ở đất này nghe tin mừng (văn hỷ), dùng việc ấy để đổi tên huyện (tức là huyện Văn Hỷ), Vương Mãnh nay báo tiệp, hơi giống việc ngày trước.” Vì thế triều đình giáng tỷ thư khen thưởng, lấy con trai trưởng của Mãnh là Vương Thiện làm Khai phủ Nghi đồng tam tư.
Ít lâu sau Mãnh mất ở Quảng Châu, Tùy Văn đế nghe tin thì đau lòng, sai sứ điếu tế, tặng Thượng Khai phủ Nghi đồng tam tư, phong tước Quy Nhân huyện công. Triều đình mệnh cho Vương Thiện kế tập, còn được thụ chức Phổ Châu thứ sử. Năm Nhân Thọ đầu tiên (601), em Thiện là Vương Tục dâng biểu trình bày ý nguyện của Mãnh, xin được chôn ở Quan Trung, triều đình giáng chiếu đồng ý, còn tặng Mãnh chức Sứ trì tiết, Đại tướng quân, Tống Châu thứ sử, 3 châu chư quân sự, thụy là Thành.